# Liste der Herrscher des Khmer-Reiches von Angkor
Dies ist eine Liste der Herrscher des Khmer-Reiches (Angkor) im heutigen Kambodscha.

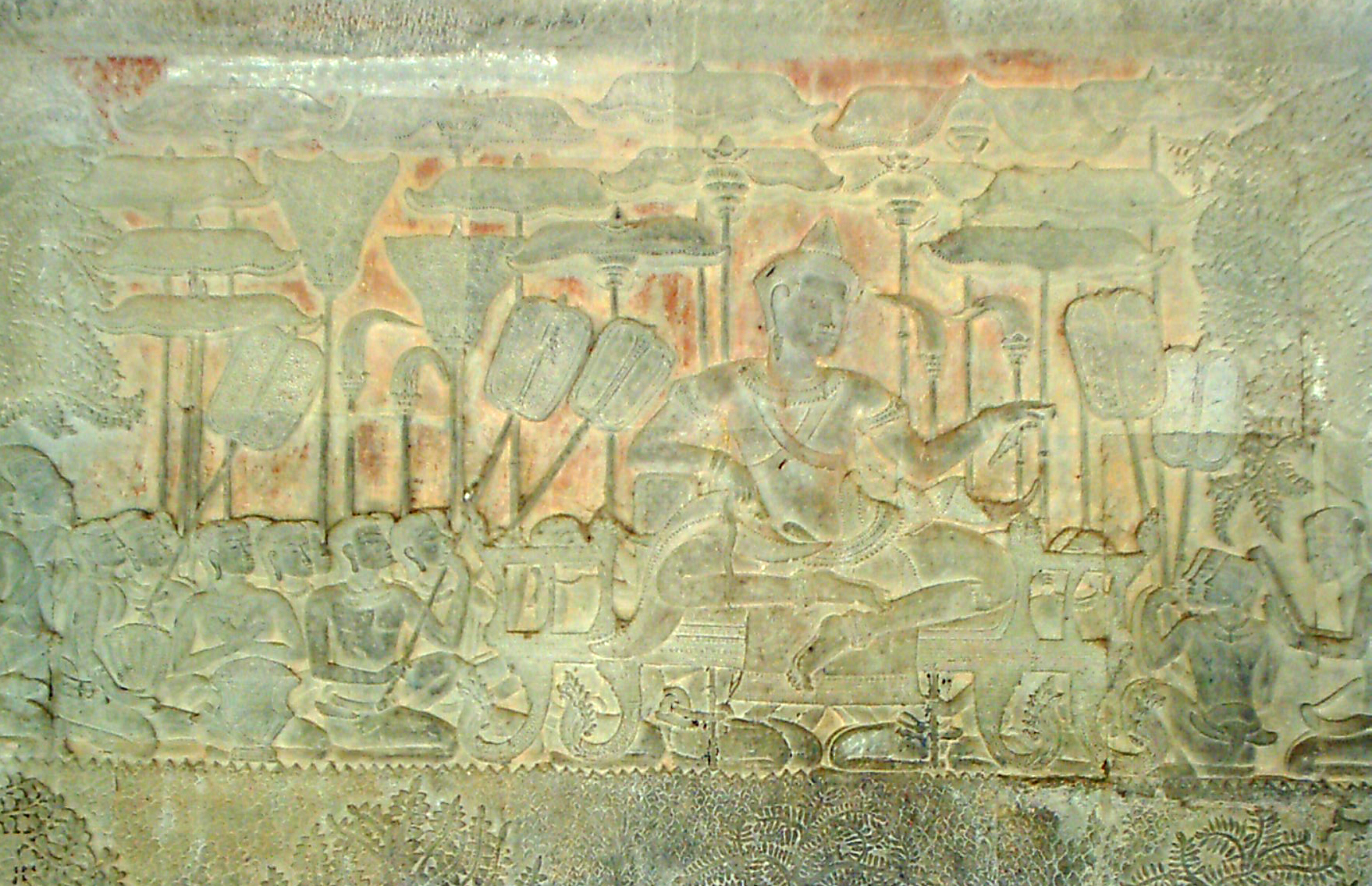
Suryavarman II. (Angkor Wat)

- 802–850: Jayavarman II. (Paramesvara)
- 850–877: Jayavarman III. (Vishnuloka)
- 877–889: Indravarman I. (Isvaraloka)
- 889–910: Yasovarman I. (Paramasivaloka)
- 910–923: Harshavarman I. (Rudraloka)
- 923–928: Ishanavarman II. (Paramarudraloka)
- 928–941: Jayavarman IV. (Paramasivapada)
- 941–944: Harshavarman II. (Vrahmaloka oder Brahmaloka)
- 944–968: Rajendravarman II. (Sivaloka)
- 968–1001: Jayavarman V. (Paramasivaloka)
- 1001–1002?: Udayadityavarman I.
- 1002–1011?: Jayaviravarman
- 1001–1050: Suryavarman I. (Narvanapala la)
- 1050–1066: Udayadityavarman II.
- 1066–1080?: Harshavarman III. (Sadasivapada)
- 1080–1107: Jayavarman VI. (Paramakaivalyapada)
- 1107–1113: Dharanindravarman I.
- 1113–1150: Suryavarman II. (Paramavishnuloka)
- 1150–1160: Dharanindravarman II. (Paramanishkalapada)
- 1160–1165/6: Yasovarman II.
- 1165–1177: Tribhuvanidityavarman
- 1181–1218: Jayavarman VII. (Mahaparamasangata?)
- 1218–1243: Indravarman II.
- 1243–1295: Jayavarman VIII. (Paramesvarapada)
- 1295–1308: Indravarman III., Srindravarman
- 1308–1327: Indrajayavarman
- 1327–1336?: Jayavarman IX Parameçvara
- 1336?–1353: Paramathakemaraja
- 1371–?: Hou-eul-na
- 1404: Samtac Pra Phaya
- 1405: Samtac Chao Phaya Phing-ya
- 1405–1409: Nippean-bat
- 1409–1416: Lampong oder Lampang Paramaja
- 1416–1425: Sorijovong, Sorijong oder Lambang
- 1425–1429: Barom Racha oder Gamkhat Ramadhapati
- 1429–1431: Thommo-Soccorach oder Dharmasoka
- 1432–1462: Ponhea Yat oder Gam Yat